# Борд (Лоаре)
Борд (фр. Bordes) насеље је и општина у централној Француској у региону Центар (регион), у департману Лоаре која припада префектури Орлеан.
По подацима из 2011. године у општини је живело 1822 становника, а густина насељености је износила 75,85 становника/km². Општина се простире на површини од 24,02 km². Налази се на средњој надморској висини од 120 метара (максималној 150 m, а минималној 112 m).

## Демографија
| 1962. | 1968. | 1975. | 1982. | 1990. | 1999. | 2011. |
| ----- | ----- | ----- | ----- | ----- | ----- | ----- |
| 845   | 861   | 1.024 | 1.117 | 1.389 | 1.445 | 1.822 |

График промене броја становника у току последњих година